# Liverdy-en-Brie
Liverdy-en-Brie est une commune française située dans le département de Seine-et-Marne en région Île-de-France.

## Géographie

### Localisation
Liverdy-en-Brie est situé à 40 kilomètres à l'est de Paris et 15 kilomètres au sud de Disneyland Paris.

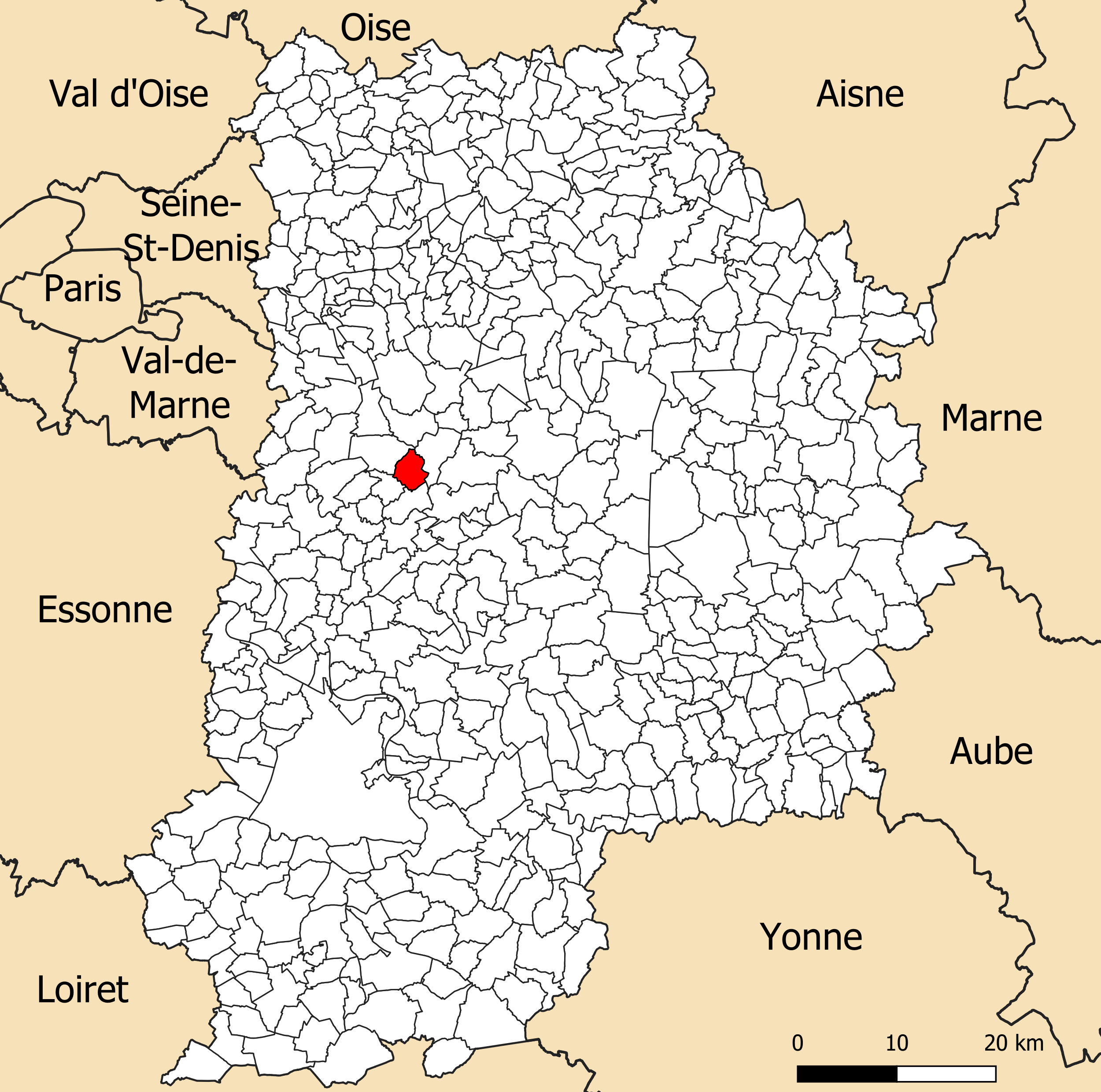
Localisation de la commune de Liverdy-en-Brie dans le département de Seine-et-Marne.

### Communes limitrophes

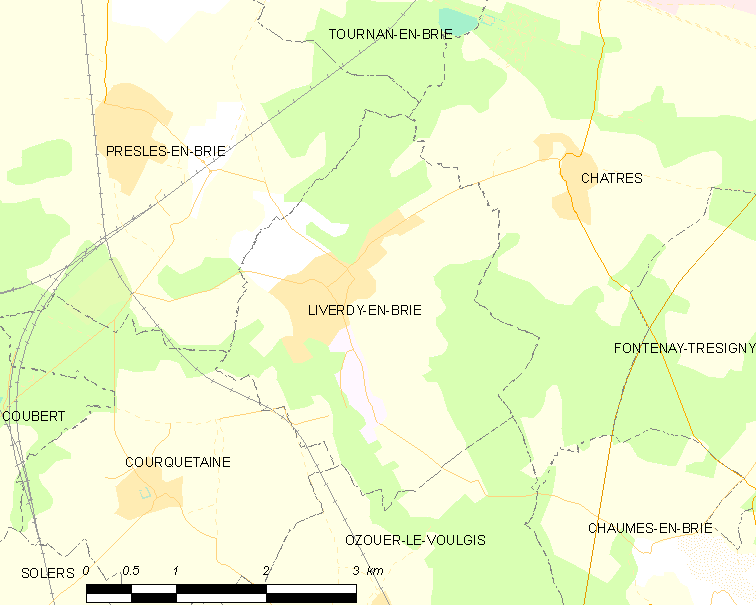
Carte des communes limitrophes de Liverdy-en-Brie.

| Presles-en-Brie |                   |         |
|                 | Liverdy-en-Brie   | Châtres |
| Courquetaine    | Ozouer-le-Voulgis |         |

### Hydrographie

#### Réseau hydrographique

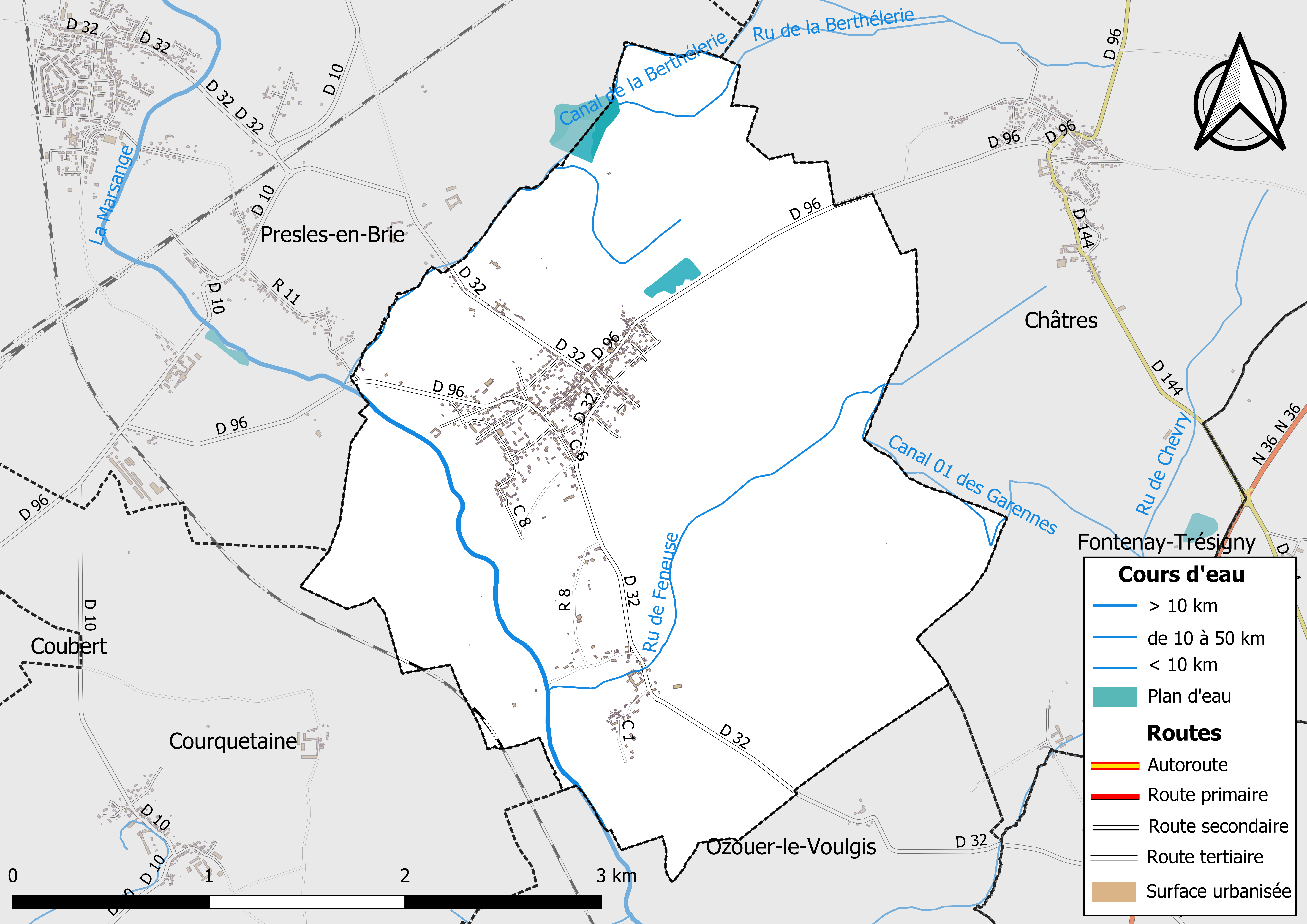
Carte des réseaux hydrographique et routier de Liverdy-en-Brie.

Le réseau hydrographique de la commune se compose de six cours d'eau référencés :
- la Marsange, longue de 30,4 km[1], affluent de l'Yerres en rive droite ;
  - le ru de Feneuse, 3,6 km[2], affluent de la Marsange ;
  - le ru de la Berthélerie (cours d'eau naturel et chenal non navigable), 5 km[3], affluent de la Marsange ;
    - le canal de la Berthélerie, 2,3 km[4], qui conflue avec le ru de la Berthélerie ;
    - le fossé 01 de l'Étang de Tizard, 1,1 km[5], qui conflue avec le ru de la Berthélerie ;
- le canal 01 des Garennes, 2,4 km[6], qui conflue avec le ru de Chevry.

La longueur totale des cours d'eau sur la commune est de 9,98 km.
L'étang de Tizard se trouve au nord-ouest de la commune. Il est malheureusement fermé à la pêche depuis juin 2005 à la suite d'une pollution de l'eau.

#### Gestion des cours d'eau
Afin d’atteindre le bon état des eaux imposé par la Directive-cadre sur l'eau du 23 octobre 2000, plusieurs outils de gestion intégrée s’articulent à différentes échelles : le SDAGE, à l’échelle du bassin hydrographique, et le SAGE, à l’échelle locale. Ce dernier fixe les objectifs généraux d’utilisation, de mise en valeur et de protection quantitative et qualitative des ressources en eau superficielle et souterraine. Le département de Seine-et-Marne est couvert par six SAGE, au sein du bassin Seine-Normandie.
La commune fait partie du SAGE « Yerres », approuvé le 13 octobre 2011. Le territoire de ce SAGE correspond au bassin versant de l’Yerres, d'une superficie de 1 017 km2, parcouru par un réseau hydrographique de 450 kilomètres de long environ, répartis entre le cours de l’Yerres et ses affluents principaux que sont : le ru de l'Étang de Beuvron, la Visandre, l’Yvron, le Bréon, l’Avon, la Marsange, la Barbançonne, le Réveillon. Le pilotage et l’animation du SAGE sont assurés par le syndicat mixte pour l'assainissement et la gestion des eaux du bassin versant de l’Yerres (SYAGE), qualifié de « structure porteuse ».

### Climat
Pour des articles plus généraux, voir Climat de l'Île-de-France et Climat de Seine-et-Marne.
En 2010, le climat de la commune est de type climat océanique dégradé des plaines du Centre et du Nord, selon une étude du CNRS s'appuyant sur une série de données couvrant la période 1971-2000. En 2020, Météo-France publie une typologie des climats de la France métropolitaine dans laquelle la commune est exposée à un climat océanique altéré et est dans la région climatique Nord-est du bassin Parisien, caractérisée par un ensoleillement médiocre, une pluviométrie moyenne régulièrement répartie au cours de l’année et un hiver froid (3 °C).
Pour la période 1971-2000, la température annuelle moyenne est de 10,8 °C, avec une amplitude thermique annuelle de 15,3 °C. Le cumul annuel moyen de précipitations est de 725 mm, avec 11,2 jours de précipitations en janvier et 7,9 jours en juillet. Pour la période 1991-2020, la température moyenne annuelle observée sur la station météorologique la plus proche, située sur la commune de Montereau-sur-le-Jard à 14 km à vol d'oiseau, est de 11,6 °C et le cumul annuel moyen de précipitations est de 657,9 mm,. Pour l'avenir, les paramètres climatiques de la commune estimés pour 2050 selon différents scénarios d'émission de gaz à effet de serre sont consultables sur un site dédié publié par Météo-France en novembre 2022.

### Milieux naturels et biodiversité

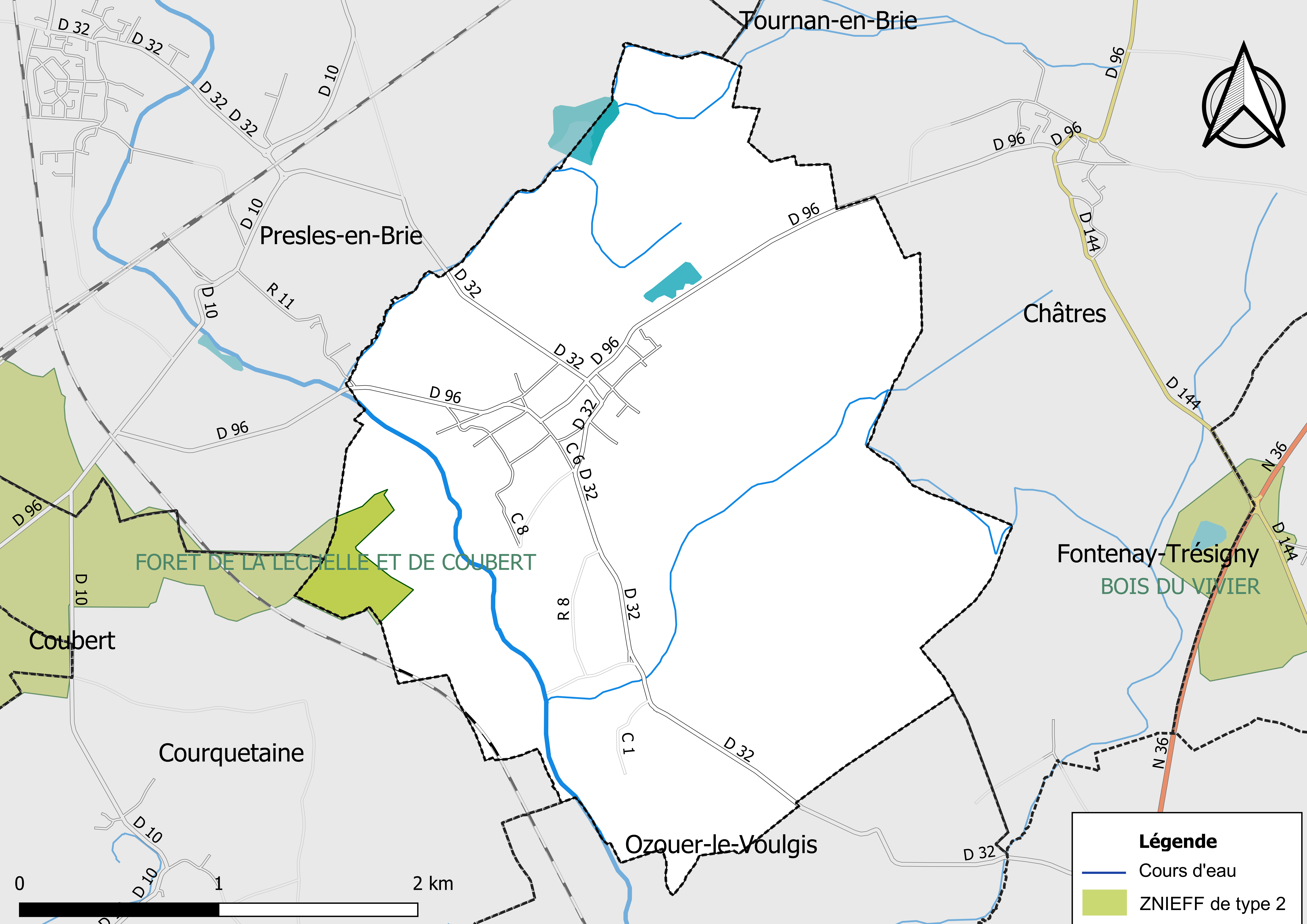
Carte des ZNIEFF de type 2 localisées sur la commune.

L’inventaire des zones naturelles d'intérêt écologique, faunistique et floristique (ZNIEFF) a pour objectif de réaliser une couverture des zones les plus intéressantes sur le plan écologique, essentiellement dans la perspective d’améliorer la connaissance du patrimoine naturel national et de fournir aux différents décideurs un outil d’aide à la prise en compte de l’environnement dans l’aménagement du territoire.
Le territoire communal de Liverdy-en-Brie comprend une ZNIEFF de type 2,,, 
la « forêt de la Léchelle et de Coubert » (2 069,22 ha), couvrant 9 communes du département.

## Urbanisme

### Typologie
Au 1er janvier 2024, Liverdy-en-Brie est catégorisée bourg rural, selon la nouvelle grille communale de densité à sept niveaux définie par l'Insee en 2022.
Elle est située hors unité urbaine. Par ailleurs la commune fait partie de l'aire d'attraction de Paris, dont elle est une commune de la couronne,. Cette aire regroupe 1 929 communes,.

### Lieux-dits et écarts
La commune compte 64 lieux-dits administratifs répertoriés consultables ici (source : le fichier Fantoir).

### Occupation des sols
L'occupation des sols de la commune, telle qu'elle ressort de la base de données européenne d’occupation biophysique des sols Corine Land Cover (CLC), est marquée par l'importance des territoires agricoles (50 % en 2018), en augmentation par rapport à 1990 (45,6 %). La répartition détaillée en 2018 est la suivante : 
terres arables (41,1% ), forêts (39,9% ), zones agricoles hétérogènes (8,9% ), zones urbanisées (6% ), espaces verts artificialisés, non agricoles (4,1 %).
Parallèlement, L'Institut Paris Région, agence d'urbanisme de la région Île-de-France, a mis en place un inventaire numérique de l'occupation du sol de l'Île-de-France, dénommé le MOS (Mode d'occupation du sol), actualisé régulièrement depuis sa première édition en 1982. Réalisé à partir de photos aériennes, le Mos distingue les espaces naturels, agricoles et forestiers mais aussi les espaces urbains (habitat, infrastructures, équipements, activités économiques, etc.) selon une classification pouvant aller jusqu'à 81 postes, différente de celle de Corine Land Cover,,. L'Institut met également à disposition des outils permettant de visualiser par photo aérienne l'évolution de l'occupation des sols de la commune entre 1949 et 2018.

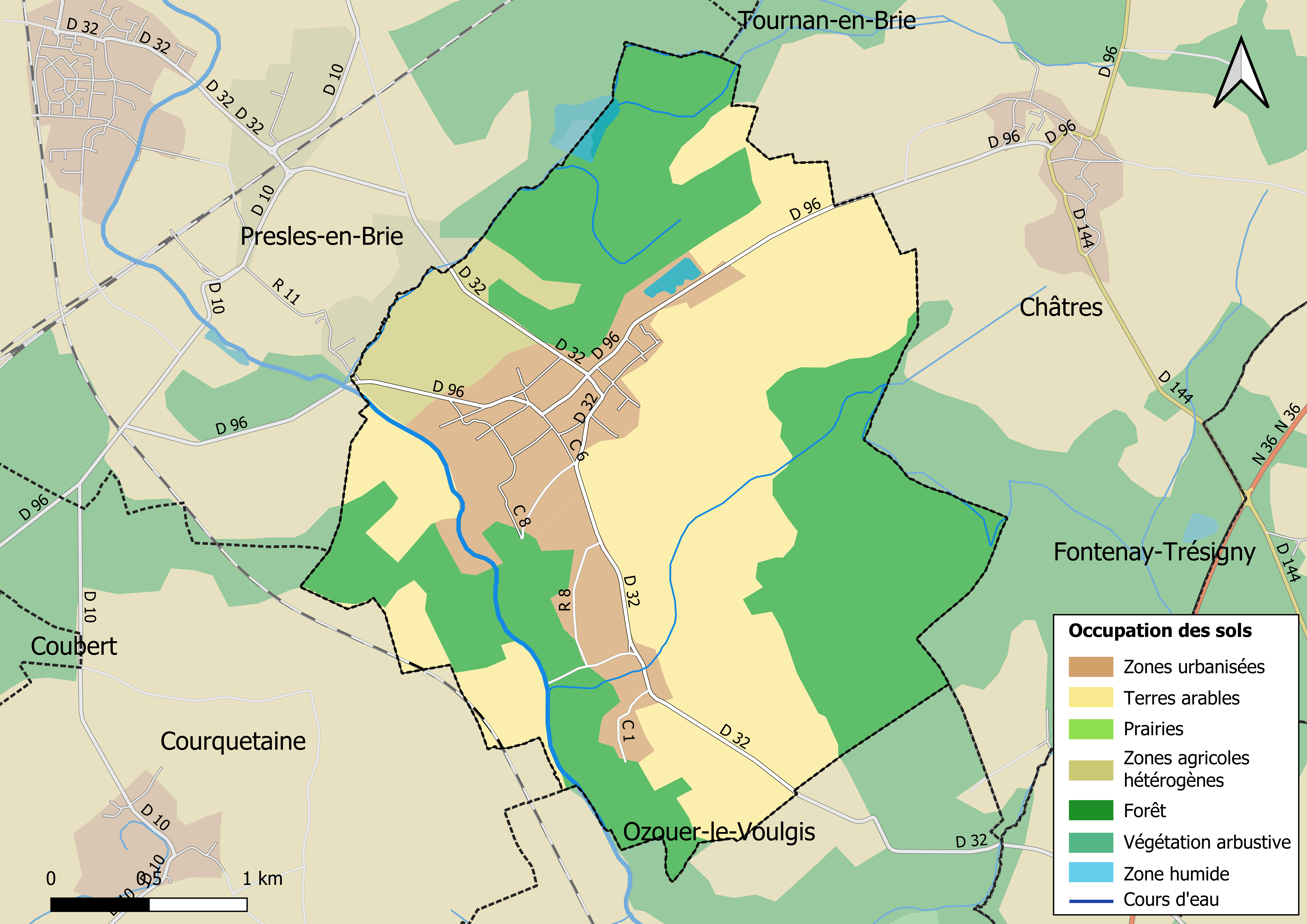
Carte des infrastructures et de l'occupation des sols en 2018 (CLC) de la commune.
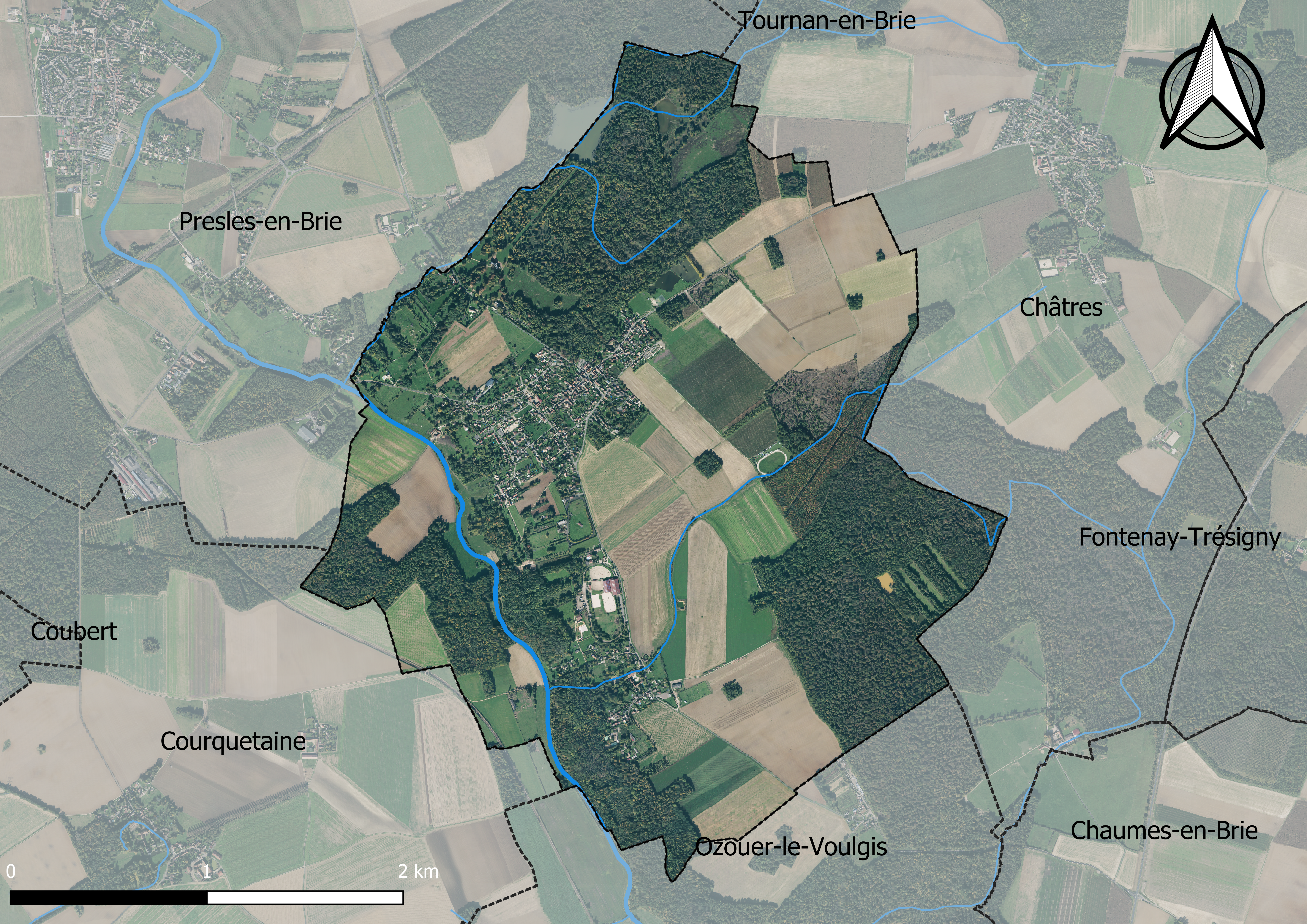
Carte orhophotogrammétrique de la commune.

### Planification
La commune disposait en 2019 d'un plan local d'urbanisme en révision. Le zonage réglementaire et le règlement associé peuvent être consultés sur le Géoportail de l'urbanisme.

### Logement
En 2016, le nombre total de logements dans la commune était de 509 dont 90,7 % de maisons et 9,1 % d’appartements.
Parmi ces logements, 94,4 % étaient des résidences principales, 1,4 % des résidences secondaires et 4,2 % des logements vacants.
La part des ménages fiscaux propriétaires de leur résidence principale s’élevait à 86 % contre 12,5 % de locataires et x1,5 % logés gratuitement.

## Toponymie
Le nom de la localité est mentionné sous les formes Livergiae vers 1150 ; Liverdies au XIIIe siècle ; Liverdis en 1347 ; Livardis en 1377 ; Liverdie en 1506 ; Liverdy en Brye en 1540 ; Liverdye en 1641 ; Liverdis au XVIIIe siècle (Lebeuf) ; Liverdy-en-Brie (Décret du 31 décembre 1929).
Le toponyme serait d'origine gallo-romane et viendrait de Livius, nom de personne latin (porté par une indigène), suivi du suffixe -acum, d'origine gauloise.

## Politique et administration

### Rattachements administratifs et électoraux
Liverdy-en-Brie se trouve dans le département de Seine-et-Marne. Rattachée depuis la Révolution française à l'arrondissement de Melun, elle intègre le 1er janvier 2017 l'arrondissement de Provins afin de faire coïncider les limites d'arrondissement et celles des intercommunalités.
Pour l'élection des députés, elle fait partie depuis 1988 de la neuvième circonscription de Seine-et-Marne.
Liverdy-en-Brie appartenait depuis 1793 du canton de Tournan-en-Brie. Dans le cadre du redécoupage cantonal de 2014 en France, elle est désormais rattachée au canton de Fontenay-Trésigny.

### Intercommunalité
Liverdy-en-Brie faisait partie de la communauté de communes du Val Bréon, créée en 1995.
Dans le cadre des dispositions de la loi portant nouvelle organisation territoriale de la République (Loi NOTRe) du 7 août 2015, qui prévoit que les établissements publics de coopération intercommunale (EPCI) à fiscalité propre doivent avoir un minimum de 15 000 habitants (et 5 000 habitants en zone de montagnes), le préfet de Seine-et-Marne a approuvé un nouveau schéma départemental de coopération intercommunale (SDCI) qui prévoit notamment la fusion de la  communauté de communes de la Brie boisée, de la communauté de communes du Val Bréon et de la communauté de communes les Sources de l'Yerres, avec rattachement de la commune de Courtomer. Cette fusion entraîne d'importantes tensions entre les présidents de la CCVB et la CCCB.
Par arrêté préfectoral du 23 décembre 2016, le Val Bréon fusionne le 1er janvier 2017 avec d'autres communautés de communes pour former la nouvelle intercommunalité du Val Briard, dont la commune est désormais membre.

### Liste des maires
| Période                                  | Période         | Identité                      | Étiquette | Qualité                                                  |
| ---------------------------------------- | --------------- | ----------------------------- | --------- | -------------------------------------------------------- |
| Les données manquantes sont à compléter. |                 |                               |           |                                                          |
| février 1790                             |                 | Pierre Gilles Damien Girault  |           |                                                          |
| novembre 1791                            |                 | Marc Jean Baptiste Bournon    |           |                                                          |
| décembre 1792                            |                 | Jean Pierre Daguin            |           |                                                          |
| 1800                                     | 1808            | Pierre Gilles Damien Girault  |           |                                                          |
| mai 1816                                 |                 | Louis André Bourbon           |           | Adjoint ayant fonction de maire                          |
| août 1819                                |                 | Désiré Besnard                |           |                                                          |
| juin 1823                                |                 | Jean Gavet                    |           |                                                          |
| décembre 1825                            |                 | Henry Thomas Duhamel          |           |                                                          |
| mai 1826                                 | 22 juillet 1828 | Joseph Pierre Godet de Marson |           | propriétaire                                             |
| novembre 1828                            |                 | Hubert Alaine                 |           |                                                          |
| 1835                                     | 1837            | Jean Gavet                    |           |                                                          |
| 1837                                     | 1848            | M. Bazille                    |           |                                                          |
| 1848                                     | 1849            | M. Peaucellier                |           |                                                          |
| 1849                                     | 1852            | François Bardeau              |           |                                                          |
| 1852                                     | 1856            | Claude Hyppolite Vimont       |           |                                                          |
| 1856                                     | 1860            | Denis Germain Tetreau         |           |                                                          |
| 1860                                     | 1870            | Capitaine Memmy               |           |                                                          |
| 1870                                     | 1877            | Henri Fleau                   |           |                                                          |
| 1878                                     | 1879            | Xavier Tetreau                |           |                                                          |
| 1879                                     | 1881            | Louis Athanase Darnay         |           |                                                          |
| 1881                                     | 1882            | Félix Alexandre Gonnet        |           |                                                          |
| 1882                                     | 1884            | Noël Théodore Bardeaut        |           |                                                          |
| 1884                                     | 1892            | Henri Fleau                   |           |                                                          |
| 1892                                     | 1901            | Xavier Tetreau                |           |                                                          |
| 1902                                     | 1907            | Amédée Rebstock               |           |                                                          |
| 1907                                     | 1914            | Louis Auguste Hure            |           |                                                          |
| 1914                                     | 1925            | Léopold Joubin                |           |                                                          |
| 1925                                     | 1928            | Georges Wbaldboque            |           |                                                          |
| 1929                                     | 1942            | Henri Chereau                 |           |                                                          |
| 1942                                     | 1944            | Samuel Chereau                |           |                                                          |
| 1944                                     | 1953            | Étienne Biberon               |           |                                                          |
| 1953                                     | 1965            | Samuel Chereau                |           |                                                          |
| 1965                                     | 1969            | François Bertrand             |           |                                                          |
| 1969                                     | 1977            | Samuel Chereau                |           |                                                          |
| 1977                                     | 1983            | Anne-Marie Nivol              |           |                                                          |
| 1983                                     | 1991            | Raymond Voisin                |           |                                                          |
| 1991                                     | 1995            | Jacques Smith                 |           |                                                          |
| 1995                                     | 2001            | Aldo Botto                    |           |                                                          |
| 2001                                     | 2014            | Jean-Paul Coche               |           |                                                          |
| 2014                                     | mai 2020        | Dominique Cauchie             |           |                                                          |
| mai 2020                                 | En cours        | Hugues Marcelot               |           | Cadre territorial Suppléant de la Députée Michèle Peyron |

## Équipements et services

### Eau et assainissement
L’organisation de la distribution de l’eau potable, de la collecte et du traitement des eaux usées et pluviales relève des communes. La loi NOTRe de 2015 a accru le rôle des EPCI à fiscalité propre en leur transférant cette compétence. Ce transfert devait en principe être effectif au 1er janvier 2020, mais la loi Ferrand-Fesneau du 3 août 2018 a introduit la possibilité d’un report de ce transfert au 1er janvier 2026,.

#### Assainissement des eaux usées
En 2020, la commune de Liverdy-en-Brie gère le service d’assainissement collectif (collecte et transport) en régie directe, c’est-à-dire avec ses propres personnels.
L’assainissement non collectif (ANC) désigne les installations individuelles de traitement des eaux domestiques qui ne sont pas desservies par un réseau public de collecte des eaux usées et qui doivent en conséquence traiter elles-mêmes leurs eaux usées avant de les rejeter dans le milieu naturel. Le Syndicat mixte Centre Brie pour l'ANC (SMCBANC) assure pour le compte de la commune le service public d'assainissement non collectif (SPANC), qui a pour mission de vérifier la bonne exécution des travaux de réalisation et de réhabilitation, ainsi que le bon fonctionnement et l’entretien des installations,.

#### Eau potable
En 2020, l'alimentation en eau potable est assurée par le SMAEP de la région de Tournan-en-Brie qui en a délégué la gestion à l'entreprise Suez, dont le contrat expire le 11 mars 2031,,.

## Population et société

### Démographie
L'évolution du nombre d'habitants est connue à travers les recensements de la population effectués dans la commune depuis 1793. Pour les communes de moins de 10 000 habitants, une enquête de recensement portant sur toute la population est réalisée tous les cinq ans, les populations de référence des années intermédiaires étant quant à elles estimées par interpolation ou extrapolation. Pour la commune, le premier recensement exhaustif entrant dans le cadre du nouveau dispositif a été réalisé en 2004.

En 2022, la commune comptait 1 366 habitants, en évolution de +2,63 % par rapport à 2016 (Seine-et-Marne : +3,92 %, France hors Mayotte : +2,11 %).
| 1793 | 1800 | 1806 | 1821 | 1831 | 1836 | 1841 | 1846 | 1851 |
| ---- | ---- | ---- | ---- | ---- | ---- | ---- | ---- | ---- |
| 390  | 450  | 462  | 405  | 507  | 468  | 501  | 517  | 484  |

| 1856 | 1861 | 1866 | 1872 | 1876 | 1881 | 1886 | 1891 | 1896 |
| ---- | ---- | ---- | ---- | ---- | ---- | ---- | ---- | ---- |
| 513  | 482  | 520  | 477  | 462  | 553  | 514  | 555  | 570  |

| 1901 | 1906 | 1911 | 1921 | 1926 | 1931 | 1936 | 1946 | 1954 |
| ---- | ---- | ---- | ---- | ---- | ---- | ---- | ---- | ---- |
| 584  | 537  | 508  | 401  | 434  | 433  | 403  | 328  | 366  |

| 1962 | 1968 | 1975 | 1982 | 1990 | 1999  | 2004  | 2006  | 2009  |
| ---- | ---- | ---- | ---- | ---- | ----- | ----- | ----- | ----- |
| 469  | 434  | 636  | 652  | 822  | 1 031 | 1 124 | 1 159 | 1 271 |

| 2014  | 2019  | 2022  | - | - | - | - | - | - |
| ----- | ----- | ----- | - | - | - | - | - | - |
| 1 316 | 1 285 | 1 366 | - | - | - | - | - | - |

### Manifestations culturelles et festivités
L'événement majeur du village est la fête de l'équitation le quatrième dimanche du mois de mai[réf. nécessaire].
Également la fête du village qui se produit courant mai en même temps que la fête foraine[réf. nécessaire].
Les vendanges, par une trentaine de viticulteurs amateurs, du clos planté en 2000 et qui comprend 333 ceps de vigne (chardonnay, pinot noir et sauvignon) ont lieu chaque automne,.

## Économie
Liverdy est connu pour son élevage de chevaux de race et pour ses nombreux haras[réf. nécessaire].

### Secteurs d'activité

#### Agriculture
Liverdy-en-Brie est dans la petite région agricole dénommée la « Brie boisée », une partie de la Brie autour de Tournan-en-Brie. En 2010, l'orientation technico-économique de l'agriculture sur la commune est la culture de fleurs et horticulture diverse.
Si la productivité agricole de la Seine-et-Marne se situe dans le peloton de tête des départements français, le département enregistre un double phénomène de disparition des terres cultivables (près de 2 000 ha par an dans les années 1980, moins dans les années 2000) et de réduction d'environ 30 % du nombre d'agriculteurs dans les années 2010. Cette tendance se retrouve au niveau de la commune où le nombre d’exploitations est passé de 11 en 1988 à 5 en 2010. Parallèlement, la taille de ces exploitations augmente, passant de 45 ha en 1988 à 68 ha en 2010.
Le tableau ci-dessous présente les principales caractéristiques des exploitations agricoles de Liverdy-en-Brie, observées sur une période de 22 ans : 
|                                      | 1988 | 2000 | 2010 |
| ------------------------------------ | ---- | ---- | ---- |
| Dimension économique,                |      |      |      |
| Nombre d’exploitations (u)           | 11   | 7    | 5    |
| Travail (UTA)                        | 19   | 11   | 10   |
| Surface agricole utilisée (ha)       | 490  | 450  | 340  |
| Cultures                             |      |      |      |
| Terres labourables (ha)              | 450  | 408  | 306  |
| Céréales (ha)                        | 280  | 224  | 179  |
| dont blé tendre (ha)                 | 174  | 166  | s    |
| dont maïs-grain et maïs-semence (ha) | 63   | s    |      |
| Tournesol (ha)                       | 17   |      |      |
| Colza et navette (ha)                | 28   | 58   | 55   |
| Élevage                              |      |      |      |
| Cheptel (UGBTA)                      | 106  | 155  | 83   |

## Culture locale et patrimoine

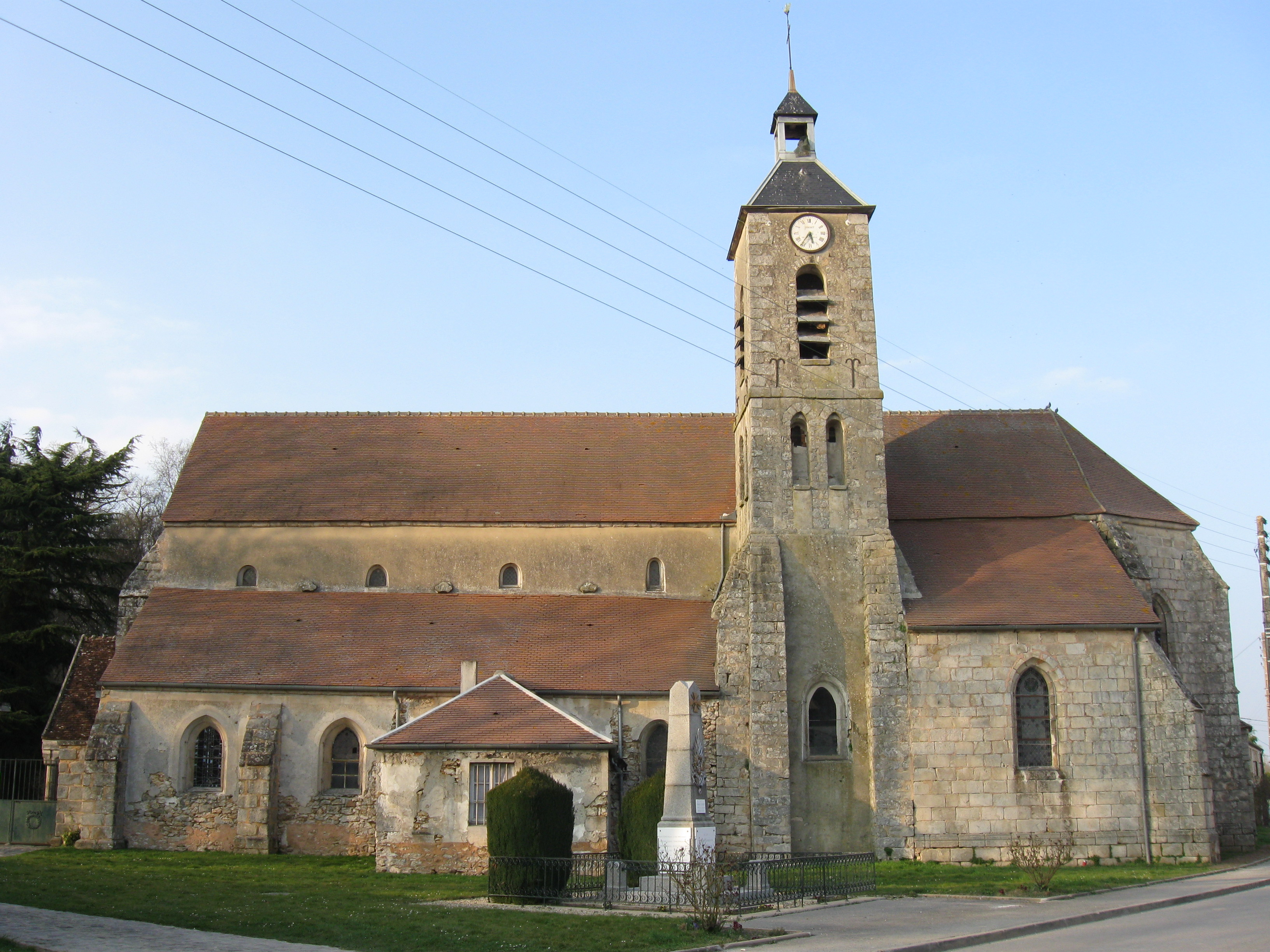
L'église Saint-Étienne.

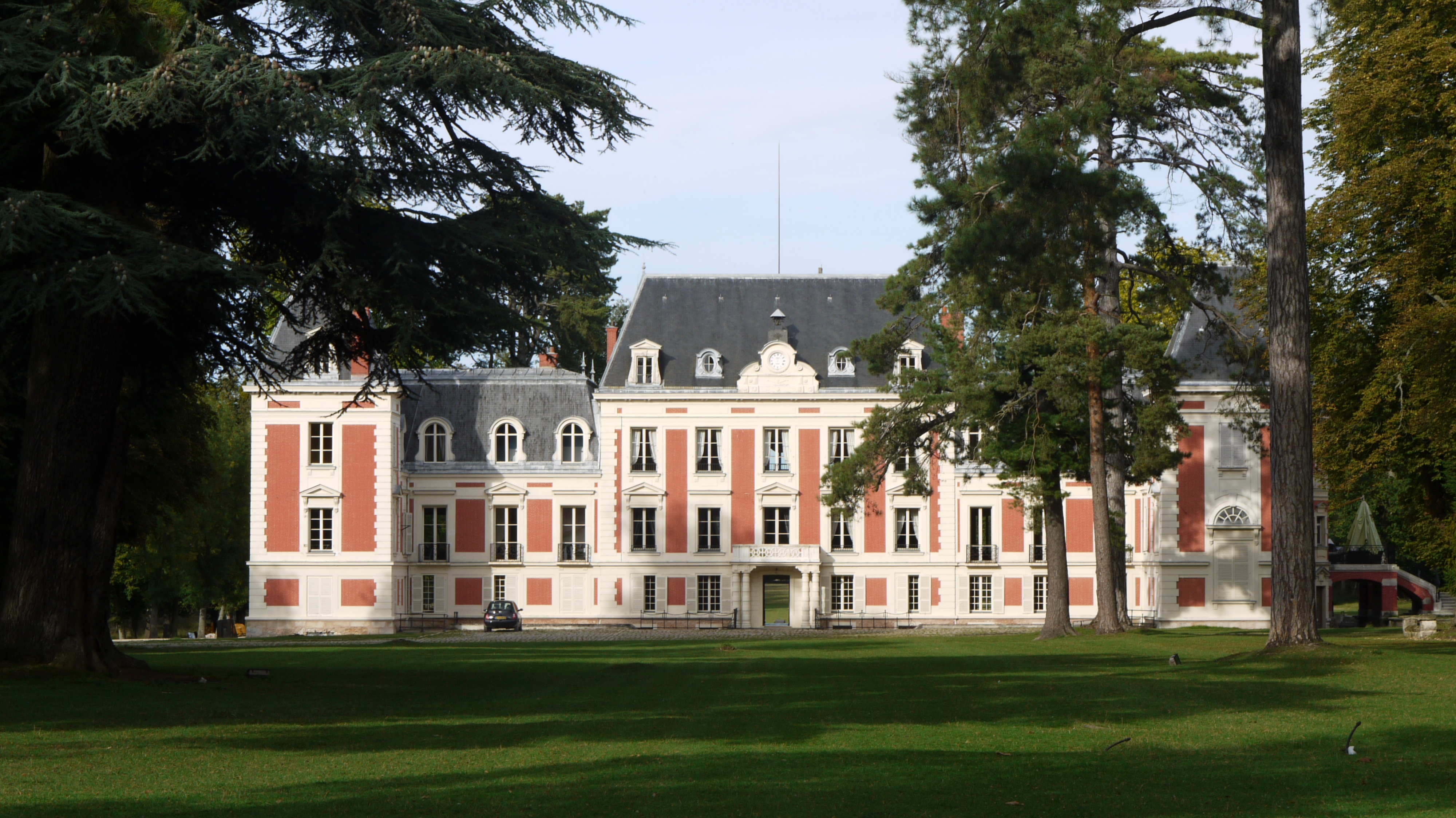
Château du Monceau.

### Lieux et monuments
- L'église Saint-Étienne

Au XIIe siècle est construite la grande église Saint-Étienne à trois nefs, sans ornements. Elle fut d'abord modifiée au XIIIe siècle avec l'ajout du bas-côté nord et du bas-côté sud, puis aux XVe et XVIe siècles, avec l'élaboration d'une porte d'entrée à deux vantaux, sous un auvent porté par deux piliers de grès avec chapiteaux qu'on appelle un caquetoir. Une table sculptée et les fonts baptismaux datent de la fin XVIIe siècle.
Près de l’église, on peut trouver un ancien cimetière avec un mausolée pyramidal et un colombier datant du XIXe siècle. Neuf pierres tombales des châtelains de Liverdy sont restées intactes.
- Château du Monceau et son parc[62].
- On peut également visiter le plateau boisé, le vallon de la Marsange, et l’étang de Tizard, sur quinze kilomètres de circuits pédestres ainsi que  le cynodrome, où tous les lévriers de France et d'Europe viennent courir lors de compétitions, comme en septembre 2018[63].

### Héraldique
| Blason de Liverdy-en-Brie | Blason  | De gueules au chevron d’or chargé de trois cailloux de sable, accompagné, en pointe, d’une coq d’argent crêté, barbé et membré d’or, au chef cousu d’azur chargé de trois gerbes aussi d’or. |
| Blason de Liverdy-en-Brie | Détails | Le gueules est la couleur traditionnelle de la Brie. Le coq, situé dans la partie inférieure, est le symbole de la famille de L'Hospital qui possédait Liverdy pendant le Moyen Âge. Le chevron d'or et les trois gerbes sont les symboles de la famille Grangier, seigneur de Liverdy pendant de nombreuses années. Les trois cailloux noirs sur fond jaune représentent le martyre de saint Étienne (saint patron de Liverdy). Le chef bleu fait référence à la Marsange, rivière qui traverse le territoire. Les différents ornements sont des pampres ou vignes qui rappellent l'ancienne culture et du chêne. La couronne de tours est le symbole échu aux communes. |